# اس‌اس انوس (ابهام‌زدایی)
اس‌اس انوس ممکن است به یکی از موارد زیر اشاره داشته باشد:
- اس‌اس انوس (۱۹۱۰)
- اس‌اس انوس (۱۹۴۴)